# Premier concile œcuménique du Vatican
 (mars 2024).
Si vous disposez d'ouvrages ou d'articles de référence ou si vous connaissez des sites web de qualité traitant du thème abordé ici, merci de compléter l'article en donnant les références utiles à sa vérifiabilité et en les liant à la section « Notes et références ».
Pour les articles homonymes, voir Concile du Vatican.
Le premier concile œcuménique du Vatican, ou simplement appelé Vatican I, est le XXe concile œcuménique de l'Église catholique. Il se tient du 8 décembre 1869 au 20 octobre 1870. Convoqué par Pie IX, il est interrompu quand les troupes italiennes envahissent Rome. Suspendu sine die, il n'est jamais repris.
Deux constitutions dogmatiques y sont adoptées, Dei Filius selon laquelle, bien que la foi soit au-dessus de la raison, elles se supportent et ne s'excluent pas, et Pastor Æternus qui établit l'infaillibilité pontificale.

## Contexte

### Contexte historique

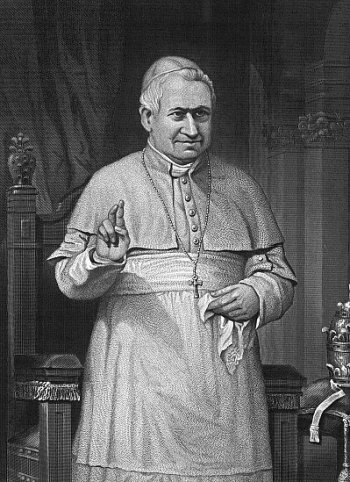
Le pape Pie IX.

Ce concile s'inscrit dans un contexte géopolitique très troublé, marqué sur le plan italien par le Risorgimento - l'unification italienne et la fin des États pontificaux - et leur corollaire que l'on appellera la question romaine, et sur le plan international par la guerre franco-prussienne de 1870. 
Le concile, dont l'œcuménicité n'est pas reconnue par les Églises orientales, s'ouvre alors que, depuis 1861, le pape a perdu son pouvoir temporel sur les États pontificaux, à l'exception de la ville de Rome, et que Rome est elle-même sous la protection des troupes françaises de Napoléon III.

### Contexte ecclésiastique

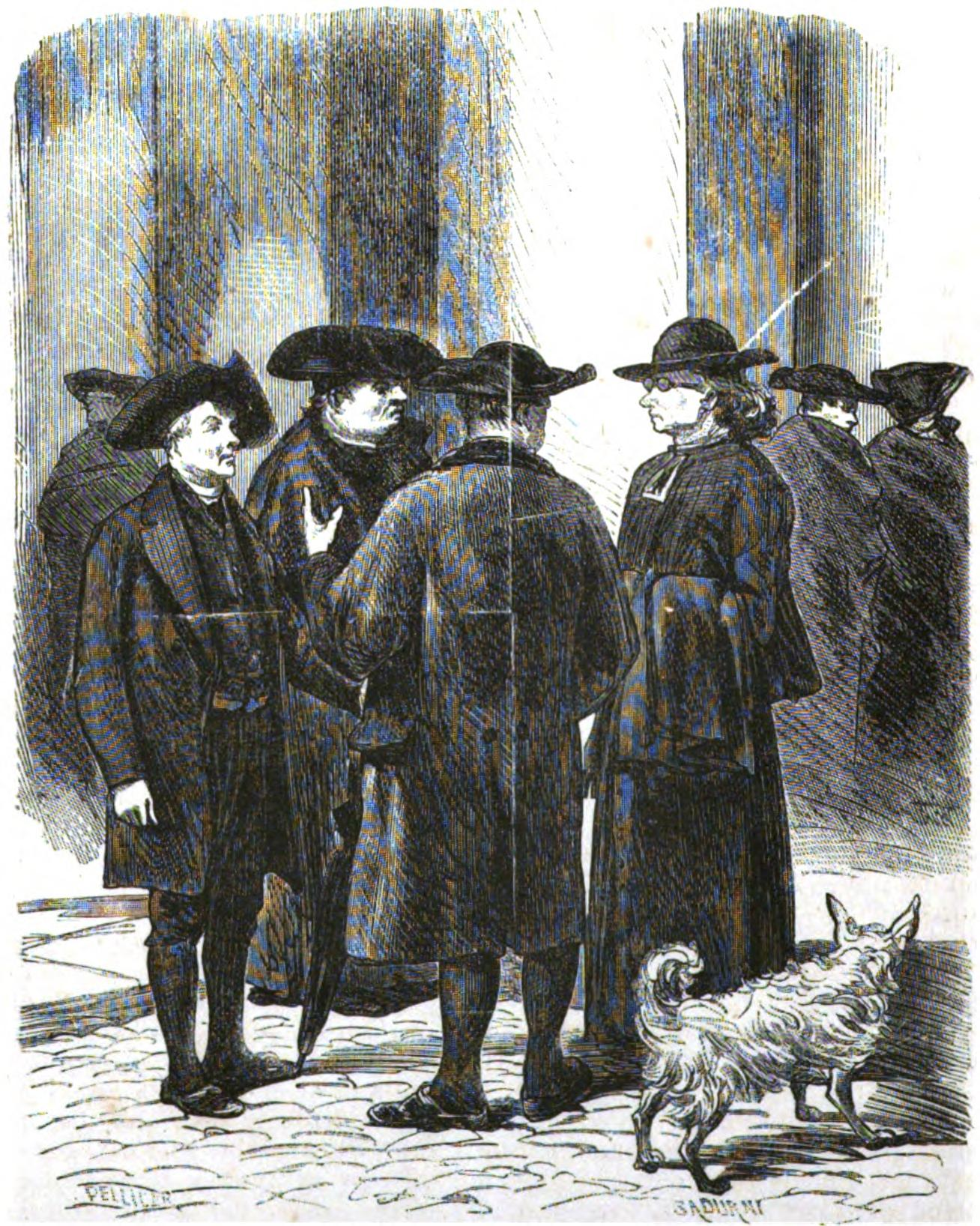
Ecclésiastiques de plusieurs pays réunis à Rome à l'occasion du concile.

Pie IX évoque en privé, pour la première fois, la tenue d'un nouveau concile œcuménique le 6 décembre 1864, lors d'une session de la Sacrée congrégation des rites. Le précédent concile, celui de Trente, s'était clos trois siècles auparavant. Au cours de l'année 1865, le pape mène des consultations auprès de l’épiscopat de rite latin sur des questions de discipline.
Le 29 juin 1867, à l'occasion de la fête des saints Pierre et Paul, il annonce son intention de convoquer un concile. Il remet aux évêques présents un questionnaire sur l'état de l'Église.
Le 28 juin 1868, la bulle d'indiction Æterni Patris convoque les évêques catholiques pour un concile devant se tenir à Rome dès le 8 décembre 1869. La bulle trace le programme de la future assemblée : défense de la foi contre les erreurs du temps, précédemment condamnées par le Syllabus ; mise à jour des canons du concile de Trente. Une invitation est envoyée à l'ensemble de l’épiscopat catholique et même à des dignitaires orthodoxes.

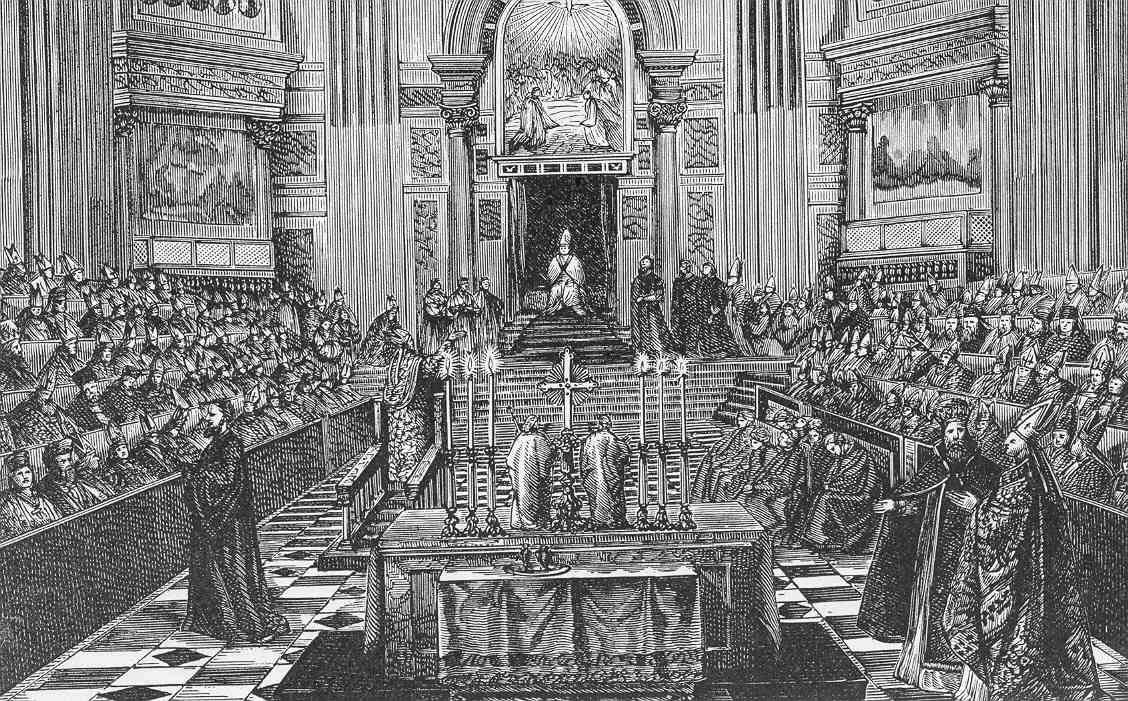
Le premier concile œcuménique du Vatican, convoqué par Pie IX.

Le concile est ouvert le 8 décembre 1869. Sur les mille évêques invités, les trois quarts sont présents. Tout de suite une majorité infaillibiliste et une minorité s'opposent, comportant toutes deux d'importants prélats. La majorité comprend notamment le cardinal Bilio, et divers évêques dont Victor-Auguste Dechamps (de Malines), Henry Edward Manning (de Westminster), Louis-Edourard Pie (de Poitiers) et la plupart des évêques italiens, très nombreux (35 % des participants). 
La minorité comprend notamment les cardinaux Rauscher (Vienne), Mathieu (Besançon), Schwarzenberg (Prague) et divers évêques dont Simor (primat de Hongrie), Ketteler (Mayence), Dupanloup (Orléans), Darboy (Paris), Place (Marseille) et beaucoup d'autres évêques allemands et français. Les Églises orientales catholiques sont réticentes. L'ensemble des évêques melkites, conduit par leur patriarche Grégoire II Joseph, et plusieurs évêques orientaux chaldéens (dont Joseph VI Audo) font également partie de la minorité.

### Suspension des travaux
Après plusieurs sessions, des travaux difficiles et des débats complexes, seules deux constitutions dogmatiques ont finalement pu être votées et ratifiées quand, le 20 septembre 1870, les troupes italiennes pénètrent dans Rome. 
Le 9 octobre, ce qui reste des États pontificaux est intégré au nouveau Royaume d'Italie par plébiscite (référendum). Le concile est matériellement empêché de poursuivre ses travaux. Aussi, le 20 octobre, Pie IX le suspend-il sine die.

## Les deux constitutions dogmatiques
La première constitution dogmatique du Concile Vatican I, Dei Filius, sur les rapports entre foi et raison (dont le texte fut préparé par le théologien Jean-Baptiste Franzelin), est votée à l'unanimité par les Pères conciliaires et ratifiée aussitôt par le pape le 24 avril 1870. 
La deuxième constitution dogmatique, Pastor Æternus, qui devait être un traité complet sur l'Église du Christ, reste inachevée. Seule la dernière partie sur le rôle de la papauté dans l'Église et son dernier chapitre sur l'infaillibilité pontificale sont votés et promulgués, en juillet 1870, par le pape Pie IX. L'absence d'un texte complet a donné une place et importance disproportionnée à la question de l'infaillibilité pontificale.

### L'infaillibilité pontificale

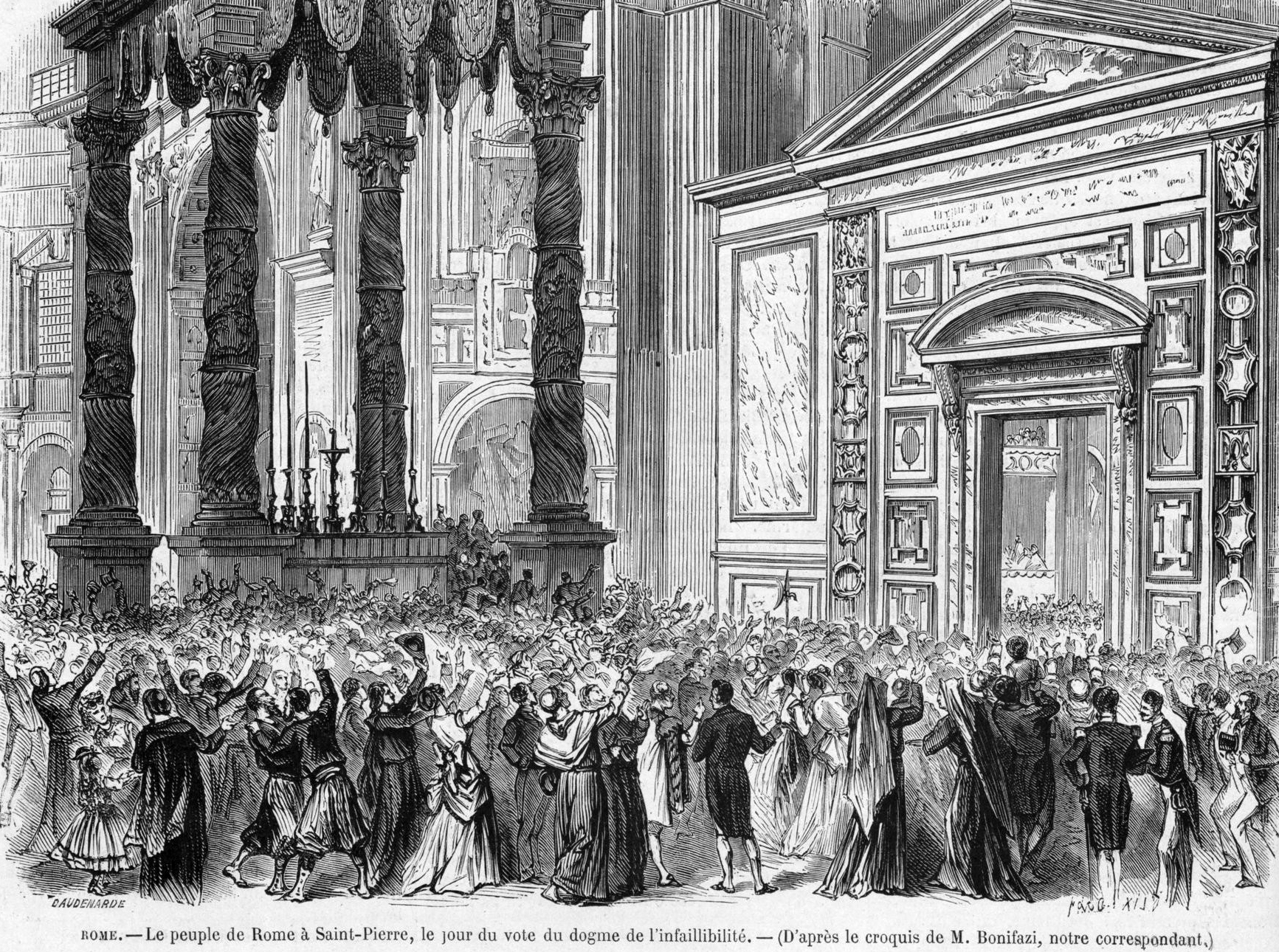
Le peuple de Rome dans la basilique Saint-Pierre le jour du vote.

Une partie de la presse romaine et parisienne, inspirée par l'ultramontanisme, avait développé l'idée que le but principal du concile serait de définir le dogme de l'infaillibilité pontificale.
Le même Pie IX avait publié en 1864 le Syllabus, texte dans lequel il condamnait, parmi d'autres idées modernes, la « liberté de conscience ». Pie IX revendiquait aussi dans le Syllabus la suprématie du fait religieux sur l'ordre temporel.
Dix ans auparavant, le 8 décembre 1854, Pie IX avait défini ex cathedra le dogme de l'Immaculée Conception de la Vierge Marie, après avoir consulté l'ensemble de l’épiscopat catholique mais sans en référer à un concile comme il est de coutume lorsqu'il s'agit de questions touchant la foi catholique.
En janvier 1870, une pétition lancée par quelques évêques demande qu'on mette à l'ordre du jour du concile la question de l'infaillibilité pontificale : elle recueille la signature de plus de 400 des quelque 700 évêques présents. Peu après, 136 évêques signent une pétition en sens contraire. Les évêques et les cardinaux de la minorité étaient soutenus par plusieurs personnalités connues en Europe, comme l'évêque d'Orléans, Félix Dupanloup, l'historien allemand Ignaz von Döllinger, l'évêque de Mayence, Wilhelm Emmanuel von Ketteler. Entre les deux partis les débats furent tumultueux. On évoqua en particulier quelques cas supposés d'erreurs doctrinales commises par des papes : Honorius Ier, condamné par le troisième concile de Constantinople (680-681), Libère, Vigile, Jean XXII. Les débats historiques font alors appel à d'autres travaux érudits, tels ceux de du théologien Alphonse de Liguori, ou ceux, plus contemporains, de Rohrbacher (1789-1856) dans sa monumentale histoire de l'Église, ou encore ceux de Prosper Guéranger (1805-1875), le restaurateur de l'Abbaye bénédictine de Solesmes, pour contrer les accusations portées contre certains papes évoqués ci-dessus.
Après de longs débats, le 13 juillet 1870, c'est encore un quart de l'assemblée qui exprime son désaccord. Les tractations reprennent, des précisions sont apportées, mais sans rallier pourtant l'ensemble de la minorité : 55 évêques de la minorité décident alors de s'abstenir et de quitter Rome plutôt que de voter non. Le 18 juillet 1870, le concile, par les voix de 533 des 535 Pères présents, affirme la primauté universelle du pape comme de droit divin et définit que l'infaillibilité pontificale est une vérité de foi divinement révélée. 
Cette infaillibilité pontificale est strictement et précisément délimitée : elle concerne le cas où le pape, en vertu de sa charge et en matière de foi ou de morale, prononce solennellement et ex cathedra qu'« une doctrine doit être tenue par toute l’Église ». Les deux Pères qui avaient voté non et ceux qui s'étaient abstenus se rallient alors, après la ratification par le pape du vote du concile. 
Le concile confirme aussi le pouvoir plénier et suprême, connu par la tradition de l'Eglise sous le nom de « pouvoir des clefs » donné par Jésus à saint Pierre : à savoir « la primauté de juridiction sur toute l'Eglise de Dieu ». 

## Réception du concile
Le monde catholique accepta dans son ensemble les décisions conciliaires, à l'exception de quelques-uns dont l'historien et théologien Ignaz von Döllinger, éminente personnalité du monde intellectuel catholique. Il n’empêche qu'un groupe d'irréductibles se sépara de l'Église catholique romaine à cette occasion. C'est la naissance de l'Église des "Vieux catholiques".